# Crenea
Crenea là một chi thực vật có hoa trong họ Lythraceae.

## Loài
Chi này gồm các loài:
- Crenea maritima Aubl.
- Crenea patentinervis (Koehne) Standl